# Estella Matutes Juan
Estella Matutes Juan   (Eivissa, 6 de gener de 1950) és una investigadora eivissenca, especialitzada en hemooncologia i leucemia limfàtica crònica. Ha desenvolupat una destacada trajectòria professional al Regne Unit, on va exercir durant 25 anys a l'Hospital Royal Marsden de Londres.

## Carrera professional
Es va llicenciar en Medicina a la Universitat de Barcelona l'any 1975, amb Premi Extraordinari de Fi de Carrera, i el 1980 va obtenir el títol d'especialista en Medicina Interna i Hematologia. Es doctorà a la Universitat de Londres el 1988. Gràcies a una beca de la Fundació Juan March, va iniciar la seva etapa de formació i recerca a l'Hospital Hammersmith, a la capital anglesa, on posteriorment va continuar treballant amb el suport d'altres entitats britàniques.
La seva activitat investigadora s'ha desenvolupat en institucions de referència, com la Unitat de Leucèmia del Medical Research Council i, més endavant, al Departament d'Hematologia i Citogenètica del Royal Marsden Hospital, abans d'incorporar-s'hi com a hematòloga de la Unitat Clínica de Diagnòstic i Recerca. També ha estat docent a l'Institut de Recerca del Càncer, vinculat a la Universitat de Londres. Des de l'any 2013 col·labora amb la Unitat d'Hematopatologia de l'Hospital Clínic de Barcelona. Ha participat en una quinzena de comitès científics tant nacionals com internacionals, i és membre de l'Organització Mundial de la Salut.
Ha editat mitja dotzena de llibres i és autora de més de 500 publicacions científiques en revistes internacionals. Un dels seus principals llegats és l'anomenat Matutes score, una eina diagnòstica basada en l'anàlisi d'antígens que facilita la identificació d'un tipus comú de leucèmia.

## Reconeixements
El 2011 va ser declarada filla predilecta pel Consell Insular d’Eivissa. L'any 2025 va ser reconeguda per l'edició espanyola de Forbes com una de les 50 dones més influents de les Balears.